# Принцип неопределённости (Новые приключения Человека-паука)
«Принцип неопределённости» (англ. The Uncertainty Principle) — девятый эпизод американского мультсериала «Новые приключения Человека-паука», основанного на одноимённом персонаже комиксов Marvel, созданном Стэном Ли и Стивом Дитко. Первый показ состоялся в программном блоке Kids WB! на CW Network 10 мая 2008 года.
Эпизод посвящён Хэллоуину. Человек-паук противостоит Зелёному гоблину и наконец выясняет истинную личность злодея. Тем временем полковник ВВС Джон Джеймсон пытается посадить свой сильно повреждённый космический корабль на Землю. Сценарий к эпизоду написал Кевин Хоппс, а режиссёром выступил Дэйв Баллок. При подготовке Хоппс изучил все имеющиеся у него комиксы, в которых фигурировал Зелёный гоблин. «Принцип неопределённости» стал завершением сюжетной линии Зелёного гоблина в первом сезоне. В контексте эпизода название относится, скорее, не к химии, а к путанице в отношении личности Гоблина.
Предполагаемое раскрытие личности Гоблина в эпизоде позже будет опровергнуто финалом второго сезона (эпизод «Занавес»), который сценаристы планировали с самого начала сериала. «Принцип неопределённости» доступен как на третьем выпуске DVD по сериалу, так и на бокс-сете всего сезона. Эпизод получил в целом положительные отзывы телекритиков: рецензенты выделили такие элементы, как мотив Хэллоуина и костюм вампира Мэри Джейн.

## Сюжет
В ночь перед Хэллоуином Зелёный гоблин похищает Молотоглава и удерживает его на металлургическом заводе. Гоблин пытается убедить его вступить в свои ряды, но Молотоглав отказывается, так как верен лишь Большому Боссу, Томбстоуну. Позже Гоблин направляется к нему и сообщает, что владеет флешкой с уликами, которые помогут посадить Большого Босса. Он также говорит, что Томбстоун сможет забрать её позже той же ночью, и улетает. Человек-паук замечает Гоблина и следует за ним. Гоблин также говорит Пауку, что у него есть флешка и заявляет, что герой сам поймёт, когда и куда идти.
Затем Человек-паук пытается его догнать и замечает, как Гоблин залетает в пентхаус Гарри Озборна. Внутри Паук видит, что отец Гарри, Норман Озборн, выходит из секретной двери, и предполагает, что Норман и есть Гоблин. Человек-паук убегает после того, как Гарри входит в комнату. Юный Озборн же начинает принимать экспериментальную сыворотку «Зелёный глобулин», вызывающую зависимость. Вскоре Питер Паркер звонит Гарри и зовёт его на карнавал в честь Хэллоуина на Бликер-стрит, где уже сейчас веселятся Гвен, Мэри Джейн и Лиз. Гарри принимает приглашение. По пути на карнавал Питер пытается продать несколько фотографий Человека-паука главному редактору «Daily Bugle» Дж. Джоне Джеймсону, но тот отказывается и говорит ему попробовать продать их в газету «Globe».
Гоблин врывается в Oscorp, когда Норман разговаривает с инвесторами, и крадёт прототип ингибитора. Питер прибывает на карнавал, одетый как Человек-паук, но все думают, что это всего лишь костюм. Паркер замечает фейерверк с изображением тыквы, похожей на бомбы Гоблина. Паук направляется в их сторону до металлургического завода, где сталкивается с Томбстоуном. Вместе они входят внутрь и видят, что Гоблин подвесил Молотоглава над чаном с расплавленным металлом. Гоблин раскрывает, что никаких улик против Томбстоуна у него нет и это была лишь ловушка, а затем нападает на них. Человек-паук и Томбстоун временно объединяются, чтобы сразиться со злодеем. После того как Большой Босс спасает своего подчинённого, они убегают, а Паук продолжает сражаться. Он говорит Гоблину, что знает о его истинной личности Нормана Озборна. Когда Гоблин бросает в героя тыквенную бомбу, Человек-паук отбрасывает её обратно, подрывая злодея, вследствие чего тот повреждает ногу. Гоблин отступает, и Человек-паук следует за ним в квартиру Озборнов. Раненый Гоблин снимает маску и под ней оказывается Гарри. Он теряет сознание, а Норман Озборн и Человек-паук решают никому ничего не говорить. Гарри освобождают от школы и отправляют на лечение. На следующий день Питер узнаёт, что Мэри Джейн перешла в его среднюю школу.
Тем временем, полковник Джон Джеймсон и его корабль попадают под метеоритный дождь. Джон пытается благополучно посадить корабль на Землю, и в конце концов ему удаётся приземлиться на мысе Канаверал. На следующий день, Джона узнаёт, что история про его сына менее популярна в газете, чем история про Паука и Гоблина. Разъярённый Джеймсон решает удовлетворить требования публики, придумав статью с вопросом, является ли Человек-паук героем или угрозой. Тем временем Джеймсон-младший даёт интервью в ангаре шаттла и замечает таинственную вибрирующую чёрную слизь (симбиот) на дне корабля.

## Роли озвучивали
- Джош Китон — Питер Паркер (Человек-паук)
- Стивен Блум — Зелёный гоблин
- Лейси Шабер — Гвен Стейси
- Джон Ди Маджо — Молотоглав
- Джошуа Лебар — Флэш Томпсон
- Ванесса Маршалл — Мэри Джейн Уотсон
- Даран Норрис — Джей Джона Джеймсон / Джон Джеймсон
- Алан Рачинс — Норман Озборн
- Кевин Майкл Ричардсон — Томбстоун
- Джеймс Арнольд Тэйлор — Гарри Озборн / Фредерик Фосвел
- Аланна Юбак — Лиз Аллан

## Производство
«Принцип неопределённости» был написан Кевином Хоппсом и срежиссирован Дэйвом Баллоком. Первоначально он транслировался в блоке Kids WB! на The CW 10 мая 2008 года в 10:00 по восточному / тихоокеанскому времени. Серия шла после повтора эпизода «Катализатор», который ознаменован введением Зелёного гоблина в мультсериал. Название серии «Принцип неопределённости» расширяет образовательную тематику сериала, которую выбрал Грег Вайсман (завязка именований эпизодов, основываясь на химии).
Хоппс, который ранее писал сценарии для мультсериалов «Приключения Базза Лайтера из звёздной команды», «Лига справедливости», «Чёрный Плащ», исследовал все доступные ему комиксы с участием Зелёного гоблина для работы над эпизодом. Сценарист отмечает, что «вы можете считать его [Зелёного гоблина] сумасшедшим, но он действительно гениален и продумал всё заранее. Он всегда на несколько шагов впереди. Так что, пока я пишу про Гоблина, я всегда стараюсь не забывать, куда он сделает следующий шаг». При написании сцены битвы между Гоблином и Человеком-пауком, Хоппс уделял пристальное внимание дракам, опираясь на эпизод «Катализатор», чтобы лучше понять, как они могут это изменить и «действительно повысить ставки».
Этот эпизод стал завершением сюжетной линии Зелёного гоблина в первом сезоне, которая началась в «Катализаторе». В кульминации Человек-паук якобы узнаёт, что Гарри был Гоблином, украв экспериментальный образец Глобулина из Oscorp. В эпизоде «Занавес» (финал второго сезона) это было опровергнуто: на самом деле Норман был Зелёным гоблином, и пытался подставить своего сына, узнав, что тот тайно принимает сыворотку. В эпизоде также выяснилось, что Хамелеон выдавал себя за Нормана Озборна, чтобы тот мог быть Гоблином, не вызывая подозрений. Сценаристы планировали это с самого начала сериала.
17 марта 2009 года «Принцип неопределённости» стал доступен на DVD The Spectacular Spider-Man, Volume 3 вместе с эпизодами «Катализатор» и «Реакция». В томе представлены эпизоды, в которых Зелёный гоблин описывается как выдающийся персонаж. «Принцип неопределённости» также стал доступен в бокс-сете полного сезона на DVD The Spectacular Spider-Man: The Complete First Season DVD Review, в котором были представлены все остальные эпизоды первого сезона мультсериала.

## Отзывы

Динамика оценок IGN к эпизодам 1 сезона мультсериала

«Принцип неопределённости» получил признание критиков. Эрик Голдман из IGN поставил серии оценку 8,8 («Отлично»). Ему понравился «сексуальный» костюм вампира Мэри Джейн и масштабная трёхсторонняя битва между Томбстоуном, Гоблином и Человеком-пауком. Он назвал её «потрясающей» и сказал, что она была «чертовски весёлой». Голдман посчитал, что раскрытие истинной личности Гоблина могло быть ложным, опираясь на оригинальную историю из комиксов. Критик также отметил, что ненависть Джоны к Человеку-пауку, которая сформировалась в этом эпизоде, была «возможно, самым понятным и лучшим способом, чем тот, который когда-либо использовался раньше».
Рецензент Джастин Феликс из DVD Talk похвалил идею эпизода про Хэллоуин. Тим Янсон из Mania назвал серию одной из лучших в сезоне, описав её как «эпизод Хэллоуина в готическом стиле». Люк Бонанно из Ultimate Disney также затрагивал эпизод в своей статье.
Сайт CBR поставил серию на 10 место в топе лучших эпизодов мультсериала по версии IMDb.